# Malgascon
Der Malgascon ist ein kleiner Fluss in Frankreich, der im Département Haute-Loire in der Region Auvergne-Rhône-Alpes verläuft. Er entspringt im Regionalen Naturpark Livradois-Forez, im Gemeindegebiet von Sainte-Eugénie-de-Villeneuve, entwässert generell Richtung Westen und mündet nach rund 16 Kilometern im Gemeindegebiet von Mazeyrat-d’Allier als rechter Nebenfluss in den Allier. Der Malgascon quert in seinem Mittelteil die Bahnstrecke Saint-Georges-d’Aurac–Saint-Étienne-Châteaucreux und in seinem Mündungsabschnitt die Bahnstrecke Saint-Germain-des-Fossés–Nîmes.
Der Fluss ändert in seinem Verlauf mehrfach seinen Namen: im Oberlauf wird er Mèze genannt, im Mittellauf Ruisseau de la Morge und erst im Unterlauf nimmt er seinen definitiven Namen an.

## Orte am Fluss
(Reihenfolge in Fließrichtung)
- La Chaumerasse, Gemeinde Sainte-Eugénie-de-Villeneuve
- Sainte-Eugénie-de-Villeneuve
- Malgascon, Gemeinde Saint-Georges-d’Aurac
- Rougeac, Gemeinde Mazeyrat-d’Allier
- La Morge, Gemeinde Mazeyrat-d’Allier
- Saint-Georges-d’Aurac
- Marjallat, Gemeinde Mazeyrat-d’Allier
- Le Monteil, Gemeinde Mazeyrat-d’Allier
- Truchon, Gemeinde Mazeyrat-d’Allier